# Fulveta de Verreaux
La fulveta de Verreaux (Fulvetta ruficapilla) és una espècie d'ocell de la família dels paradoxornítids (paradoxornitidae), tot i que sovint encara se'l troba classificat amb els sílvids (Sylviidae). És endèmica de l'interior de la Xina. El seu hàbitat el conformen matollars i boscos temperats. El seu estat de conservació es considera de risc mínim.
El seu nom comú conmemora el comerciant i col·leccionista d'història natural francés Jules Verreaux (1808-1873), que descrigué l'espècie el 1870.

## Taxonomia
Com altres fulvetes estava classificada a la família dels timàlids (Timaliidae) dins del gènere Alcippe, però es va traslladar de gènere i família quan es va demostrar la seva proximitat genètica amb els membres del gènere Sylvia.
El Congrés Ornitològic Internacional, en la seva llista mundial d'ocells (versió 10.2, 2020) transferí finalment el gènere Fulvetta a la família dels paradoxornítids (Paradoxornithidae). Tanmateix, el Handook of the Birds of the World i la quarta versió de la BirdLife International Checklist of the birds of the world (Desembre 2019), aquest tàxon apareix classificat encara dins de la família dels sílvids.